# تاپیودیوردیه
تاپیودیوردیه (به مجاری:  Tápiógyörgye) یک سکونتگاه مسکونی در مجارستان است که در پشت واقع شده‌است.

## خصوصیات
تاپیودیوردیه ۵۳٫۳۱ کیلومترمربع مساحت و ۳٬۷۸۰ نفر جمعیت دارد.